# Wetteren (stacja kolejowa)
Wetteren (niderl. Station Wetteren) – stacja kolejowa w Wetteren, w prowincji Flandria Wschodnia, w Belgii. Znajduje się na linii 50 Bruksela - Gandawa.

## Linie kolejowe
- Linia 50 Bruksela - Gandawa

## Połączenia

### W tygodniu
| Typ pociągu | Trasa                                                            | Czętotliwość    |
| ----------- | ---------------------------------------------------------------- | --------------- |
| IC 20       | Tongeren - Bruksela - Aalst - Gent-Sint-Pieters                  | 1x/h            |
| IC 21       | Leuven - Mechelen - Gent-Sint-Pieters                            | 1x/h            |
| IC 29       | Landen - Brussels Airport - Bruksela - Aalst - Gent-Sint-Pieters | 1x/h            |
| L           | Mechelen - Gent-Sint-Pieters - Zeebrugge-Dorp                    | 1x/h            |
| P           | różne kierunki                                                   | godziny szczytu |

### W Weekendy
Weekend
| Typ pociągu | Trasa                                                                       | Czętotliwość |
| ----------- | --------------------------------------------------------------------------- | ------------ |
| IC 20       | Lokeren - Bruksela - Aalst - Gent-Sint-Pieters                              | 1x/h         |
| IC 29       | Landen - Brussels Airport - Bruksela - Aalst - Gent-Sint-Pieters - De Panne | 1x/h         |
| L           | Mechelen - Gent-Sint-Pieters - Kortrijk                                     | 1x/h         |